# Нефёдов, Николай Михайлович
Николай Михайлович Нефёдов — советский конструктор и изобретатель, руководитель работ в области создания ракет и изделий ракетной техники, лауреат Ленинской премии (1976).
С 1951 г. работал в МИТ (Московском институте теплотехники). В 1960—1980-е гг. заместитель главного конструктора и начальник отделения № 1 (секторы — внешняя баллистика; аэродинамика; прочность и нагрузки; динамика движения; вычислительные работы на ЭВМ).
В 1980—1990-х гг. — первый заместитель начальника отделения.
Руководитель работ в области создания ракет и изделий ракетной техники.
Лауреат Ленинской премии (1976) — за создание ракетного комплекса «Темп-2С».
Получил 92 авторских свидетельства на изобретения, из них 48 внедрены в производство. Заслуженный изобретатель РСФСР.